# Rowan (Iowa)
Rowan – miasto w Stanach Zjednoczonych, w stanie Iowa, w hrabstwie Wright. Zgodnie ze spisem statystycznym z 2000 roku, miasto liczyło 218 mieszkańców.